# Rocilda Nunta Guimaraes
Rocilda Nunta Guimaraes es una dirigenta shipibo-konibo de la región Ucayali, defensora de los derechos de las poblaciones indígenas y, específicamente, de las mujeres que son parte de estas comunidades. Nunta fue la primera mujer indígena designada para el cargo de Viceministra de Interculturalidad del Ministerio de Cultura del Perú en 2021. Antes de su designación, ha trabajado como directora del Programa Mujer de la Asociación Interétnica de Desarrollo de la Selva Peruana (Aidesep).
La Autoridad Nacional del Servicio Civil (Servir) solicitó su renuncia después de la promulgación de la Ley 31419, ley para garantizar la idoneidad de las y los funcionarios públicos y directivos de libre designación y remoción. Algunos critican la interpretación de Servir de la Ley 31419 y cómo esta puede afectar la representatividad indígena en espacios de toma de decisiones diseñados especialmente para abordar temas que afectan a comunidades nativas y campesinas.

## Biografía
Rocilda Nunta es una lideresa indígena del pueblo shipibo-konibo. Nació en la comunidad nativa de Nuevo San Rafael del distrito de Masisea, en la región Ucayali. Ha participado desde joven en temas vinculados al empoderamiento de las mujeres indígenas a través de su participación política y la defensa de sus territorios, así como la preservación de la identidad cultural indígena. Desde su adolescencia buscó tener una presencia activa dentro de su comunidad, la que -de acuerdo a su experiencia- suele ser un espacio dominado por hombres adultos.

Cuando pude acceder a una mayor responsabilidad en mi comunidad, muchos de los comentarios de hombres y mujeres era que no lo podría hacer porque no conocía la realidad. Tuve que probar con mucho trabajo lo que era capaz de lograr.

Así, en 2009, pronunció su rechazo al decreto de urgencia 1090 junto a otras organizaciones indígenas. Las comunidades nativas consideraron que dicho decreto reducía su autonomía y derecho a la consulta previa. La postergación de su debate en el congreso originó más tarde la masacre de Bagua. Para entonces, Nunta ya formaba parte del equipo técnico del Programa Mujer de Aidesep. En esta organización se desempeñó hasta el momento de su nombramiento como viceministra en 2021.
En junio de 2020, durante el aislamiento obligatorio provocado por la pandemia del Covid-19, el Programa Mujer de Aidesep solicitó al gobierno la atención de las mujeres indígenas víctimas de violencia mediante la propuesta del "Bono mujer indígena". Esta solicitud fue realizada en la sesión llevada a cabo en la Mesa de Trabajo para Promover los Derechos de las Mujeres Indígenas y Originarias, espacio multisectorial de trabajo encabezado por el Ministerio de la Mujer y Poblaciones Vulnerables (MIMP) y que cuenta con la participación de organizaciones indígenas. Como representante de Aidesep, Nunta ya mencionaba la importancia del papel del Ministerio de Cultura para la realización de acciones de otros organismos del Estado con enfoque intercultural.

El MIMP, así como el Ministerio de Salud, no han podido aplicar sus programas porque el Ministerio de Cultura no les ha proporcionado los lineamientos que se deben seguir para realizar cualquier tipo de intervención en las zonas

Además de su activismo, Nunta se formó como educadora bilingüe y cuenta con un diplomado en Derecho y Gestión Territorial. También cuenta con experiencia como capacitadora y facilitadora de talleres con enfoque de género e intercultural.

## Designación como Viceministra de Interculturalidad
En las elecciones de 2021, fue elegido Pedro Castillo Terrones como presidente del Perú. Como parte de sus promesas de campaña, Castillo se comprometió a fomentar la representación de los pueblos indígenas en los espacios de toma de decisiones y alta dirección. De esta manera, la entonces titular del Ministerio de Cultura, Gisela Ortiz, otorgó el cargo de Viceministra de Interculturalidad a Rocilda Nunta mediante Resolución Suprema 015-2021-MC del 5 de noviembre de 2021. Esta designación fue importante dado que, en los 13 años de creación de dicho viceministerio, por primera vez una mujer indígena asumía este cargo. Para distintas representantes de organizaciones indígenas, el nombramiento de Nunta constituyó un acto simbólico y reivindicativo como mujeres y como indígenas.
A pesar de los constantes cambios de ministros durante el gobierno de Castillo, Nunta se mantuvo en el cargo hasta que presentó su renuncia el 14 de febrero de 2023. Esta fue aceptada el 8 de marzo de 2023 mediante la Resolución Suprema 02-2023-MC.

## Debate en torno a la Ley 31419
En enero de 2022, el gobierno de Castillo promulgó la Ley 31419. El objetivo de dicha ley fue establecer los requisitos mínimos que los funcionarios públicos debían satisfacer para ocupar cargos directivos de libre designación y remoción. De acuerdo al reglamento de este dispositivo normativo, Servir debía orientar a las Oficinas de Recursos Humanos de los distintos ministerios para que estas evalúen si sus directivos cumplían con los requerimientos de la ley 31419. Los nuevos requerimientos demandaban que estas y estos funcionarios cuenten con ocho años de experiencia general y cinco de experiencia específica en el sector público. Con base en estos requisitos, Servir solicitó al Ministerio de Cultura remover a las Viceministra de Interculturalidad debido a que no había podido sustentar su experiencia en el tiempo indicado.
En respuesta a dicha solicitud, el Ministerio de Cultura respaldó a Nunta indicando que sí cumplía con estos requisitos. Además, señaló que la interpretación de Servir podría considerarse como un acto discriminatorio contra las personas indígenas, considerando que estas pertenecen a comunidades históricamente discriminadas. No obstante, Rocilda Nunta se permaneció en funciones hasta febrero de 2023. En su carta de renuncia, alude a la falta de atención y prioridad que la nueva ministra del sector,Leslie Urteaga, otorgaba a su despacho.